# Едуард Персеус
Едуард Персеус (швед. Edvard Perséus; 23 грудня 1841, Лунд — 7 жовтня 1890, Стокгольм) — шведський художник-пейзажист і портретист.

## Біографія
Едуард Персеус народився 23 грудня 1841 рокув Лунд. Перш ніж влаштуватися в Стокгольмі, Едвард Персеус навчався живопису спочатку в Королівській академії, потім в Дюссельдорфі і Мюнхені, пізніше в Італії і Франції.
У 1875 році він відкрив приватну школу живопису в Стокгольмі, де кілька молодих людей почали малювати натюрморти. Серед цих студентів були Річард Берг, Оскар Бьйорк, Ежен Янсон, Едвард Розенберг та інші. Більшість з них потім навчались в Академії. У 1882 році Персеус був призначений начальником Академії і став відповідальним за колекції творів Оскара II. Роботи Едуарда Персеуса представлені в Національному музеї (Стокгольм), Гетеборгському художньому музеї і Вальдемарсудді.

## Творчість
Художник відомий як автор портретів і пейзажів. Його картини відносять до романтизму, стверджують самоцінність творчого й духовного життя людини, зображують сильні пристрасті, передають натхнення, звеличують красу природи.

## Твори
- 1872 — «Оголена»
- 1878 — портрет дружини Марії Агнес Клессон
- — «Вигляд на місто». Етюд. Знаходиться в Національному музеї Стокгольма.
- — «Портрет Карла XV»